# Бежанијска коса
Бежанијска коса је стамбено насеље у Београду у општини Нови Београд. Припада истоменој месној заједници „МЗ Бежанијска Коса" са седиштем у улици Пере Сегединца и у њу спадају блокови 50, 51, 52, 53, 54, 55, 55а, 59, и делови блокова 57, 57а, 60 и 49. У насељу су се прво градила пољопривредна насеља, све до осамдесетих година 20. века када је почела изградња стамбених објеката на Бежанијској коси, која се и даље гради.

## Положај и географија
Налази се у Срему, на крајњем западу општине, на узвишењу изнад, иначе равног остатка Новог Београда. Са њене северне стране излази на ауто-пут Београд-Загреб и општину Земун, са јужне на Бежанију и блокове, са источне на улицу Тошин бунар и насеље Калварију у општини Земун, док се са западне стране граничи са насељем Ледине и општином Сурчин.
Насеље се протеже се на потезу од ауто-пута Београд-Загреб на северу, а ограничено је улицама Тошин бунар, Земунском и Војвођанском улица са источне и јужне стране. На западу насеља налази се Ново бежанијско гробље, удаљеност од Аеродрома Никола Тесла је 6 km, док је удаљеност насеља од центра Београда око 10 km.

## Спорт и природа
У насељу постоји велики број паркова, дечијих игралишта и зелених површина. Поред фудбалских и кошаркашких терена у насељу постоји и теретана на отвореном
Бежанијска коса је седиште фудбалског клуба „Бежанија“, а у насељу се налази и спортски рекреативни центар „11. април“.

## Саобраћај
До насеља Бежанијска коса се градским превозом може стићи аутобусима:
- линија 65 Звездара 2 - Бежанијска коса.[4]
- линија 70 РК Икеа - Бежанијска коса[5]
- линија 72 Зелени венац - Аеродром Никола Тесла[6]
- линија 74 Бежанијска коса - Миријево[7]
- линија 75 Зелени венац - Бежанијска коса[8]
- линија 76 Блок 70а - Бежанијска коса /Болница/[9]
- линија 77 Звездара - Бежанијска коса /Болница/[10]
- линија 82 Блок 44 - Земун, Кеј Ослобођења[11]
- линија 600 Железничка станица /Београд Центар/ — Аеродром Никола Тесла
- линија 607 Баново брдо - Аеродром Никола Тесла
- линија 612 Павиљони - Земун /Галеника/[12]
- линија 613 Павиљони- Радиофар
- линија 708 Блок 70а - Земун поље[13]
- линија 711 Павиљони - Угриновци[14]
- линија 75н Трг републике - Бежанијска коса[15]
- сезонска линија АДА 5 Бежанијска коса - Ада Циганлија[16]

## Објекти у насељу
На Бежанијској коси се налазе следећи значајни објекти:
- Црква Светог Василија Острошког
- Ново бежанијско гробље
- Црква Светог апостола Томе
- ОШ „Борислав Пекић”
- ОШ „Драган Лукић”
- Вртић „Врабац"
- Вртић „Звездана прашина"
- Клиника „Анлаве"
- Дом Здравља Нови Београд, здравствена станица Бежанијска коса
- Пошта Србије (два објекта)
- ЈКП Београдски водовод и канализација

Трговачки центри:
- Родић (Идеа)
- Темпо супермаркет
- Кванташка пијаца
- Емезета
- Оков
- Пијаца Бежанијска коса
- Макси

У насељу се налази и велики број других трговинских, занатских, пословних и услужних објеката.

## Галерија
- Једна од зграда на Коси
- Добар део зграда је зидан у доба када је било модерно зидати фасадном циглом
- Зелене површине и игралишта између зграда
- Храм св. Василија Острошког
- Кошаркашки терен
- Пијаца
- Црква Светог апостола Томе